# Edmon Colomer i Soler

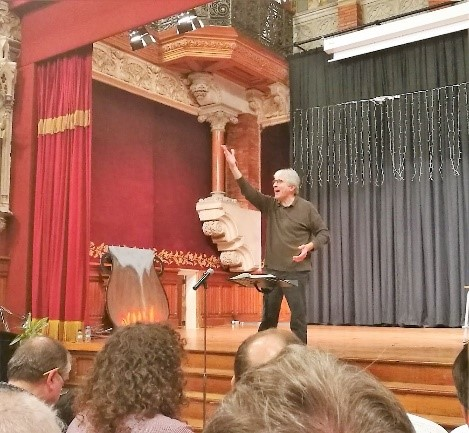
Edmon Colomer i Soler (2018)

Edmon Colomer i Soler (* 26. September 1951 in Barcelona) ist ein katalanischer Dirigent. Colomer gilt als einer der wichtigsten katalanischen Dirigenten des ausgehenden 20. und des beginnenden 21. Jahrhunderts. Colomer ist der Sohn des katalanischen Musikwissenschaftlers und Komponisten Àngel Colomer.

## Leben und Werk
Colomer studierte am Conservatori Municipal de Música de Barcelona. Dort war er im Fach Dirigat Schüler von Xavier Montsalvatge und im Fach Komposition Schüler von Antoni Ros i Marbà. Er absolvierte Vertiefungsstudien bei Hans Swarowsky in Wien, George Hurst in England und Sergiu Celibidache in Deutschland.
Er war Titulardirektor des Orquestra del Conservatori de Barcelona, des Barceloneser Coral Cantiga und des Conservatori Professional de Manresa (Konservatorium von Manresa). 1981 begann er seine Zusammenarbeit mit dem Orquestra Ciutat de Barcelona und der Banda Municipal de Barcelona. Er leitete unter anderem das Jove Orquesta Nacional de España (1983, Spanische Jugendorchester), das Orquestra simfònica de Tenerife (1986) und das Orchestre de Picardie (1998). 2002 wurde er zum Direktor des Orquestra Simfònica del Vallès (Sinfonieorchester des Vallès) ernannt. Colomer ist mit englischen, französischen und deutschen Orchestern auf Tournee gegangen. Mit dem OBC ging er 1994 in Deutschland, Österreich und der Schweiz und 1995 in Japan auf Tournee. Er hat bedeutende Tonträgereinspielungen realisiert. Eine sehr besondere Einspielung ist die des Concierto de Aranjuez von Joaquin Rodrigo mit Paco de Lucía und dem Orquestra de Cadaqués dirigiert von Edmon Colomer aus dem Jahr 1991.
Colomer erhielt den ersten Preis bei den Rencontres Internationales de Chant Choral in Tours, den Joaquim Rodrigo Preis in Sagunt und den Enric Morera Preis in Barcelona.